# Si j'avais au moins...
Si j'avais au moins... é um single da francesa Mylène Farmer, lançado em 16 de fevereiro de 2009. A música foi escrita por Laurent Boutonnat e si só vende cerca de 45.000 exemplares. Esta música faz parte do seu quinto álbum de originais "Point de Suture". O videoclipe foi dirigido por Bruno Aveillan em Praga, em meados de 2008. A canção foi executada no seriado NRJ Music Awards em 17 de janeiro de 2009 e também durante shows do cantor em 2009.

## Singles
- CD single

1. "Si j'avais au moins..." (single version) — 5:31
2. "Si j'avais au moins..." (instrumental) — 5:31

- CD single

1. "Si j'avais au moins..." (radio edit) — 4:15

- 12" maxi

1. "Si j'avais au moins..." (single version) — 5:31
2. "Si j'avais au moins..." (instrumental) — 5:31

- Digital

1. "Si j'avais au moins..." (album version) — 5:31
2. "Si j'avais au moins..." (live version) — 7:18

## Performances nos paradas
| Paradas (2009)    | Posição |
| ----------------- | ------- |
| Bélgica (Valônia) | 25      |
| Europa            | 6       |
| França            | 1       |
| Suíça             | 72      |